# 阳朔薹草
阳朔薹草（学名：Carex yangshuoensis）为莎草科薹草属的植物。分布在中国大陆的广西等地，属中国原产的植物（非从国外引种）。